# James William Helenus Trail
James William Helenus Trail (* 4. März 1851 in Birsay auf Orkney; † 18. September 1919) war ein schottischer Biologe und Hochschullehrer. Sein offizielles botanisches Autorenkürzel lautet „Trail“.

## Leben

### Kindheit
Trail war das jüngste der fünf Kinder von Samuel Trail, Pfarrer der vereinigten Pfarreien von Harray und Birsay (1844–1866). Trails Mutter war die Schwester von Professor Hercules Scott in Aberdeen. Da man die älteren Kinder nicht mehr zu Hause ausbilden konnte, wurden sie zur Erziehung nach Aberdeen gesandt. Das verurteilte James zu einer einsamen Kindheit in der Natur der Orkneys, da seine Geschwister deutlich älter waren als er selbst. Seine schulische Bildung erhielt er durch seinen Vater, der ihm ab sechs Jahren Latein lehrte. Nach eigenen Aussagen lernte er drei Jahre lang lateinische Grammatik, bevor ihm dämmerte, dass es sich dabei um eine ehemals gesprochene Sprache handelte. Später würde sich Trails Sprachtalent zeigen, das es ihm ermöglichte, die wichtigsten Sprachen Europas zu erlernen, um botanische Fachbücher aus erster Hand zu erleben. Mit elf Jahren wurde Trail wie seine älteren Geschwister nach Aberdeen geschickt, um dort die Schule zu besuchen.

### Studium
Fast wäre sein Studienwunsch am Geldmangel der Familie gescheitert. Aber der Tod von Robert Macpherson, Professor of Systematic Theology 1867, eröffnete Trails Vater die Möglichkeit, sich erneut um einen Lehrstuhl an der Universität zu bewerben, auf dem ihm Macpherson einige Jahre früher vorgezogen worden war. Diesmal war seine Bewerbung erfolgreich und die Familie zog 1868 um nach Aberdeen.
1870 schloss Trail sein Studium der Naturgeschichte erfolgreich mit M. A. ab. Trotz Widerspruch seines Vaters studierte Trail anschließend Medizin, da sein Hauptinteresse, die Naturgeschichte, ihm kaum eine Möglichkeit zum Lebensunterhalt bieten würde. Medizin widerstrebte ihm zwar, andererseits betrachtete er sie auch als eine der Fähigkeiten, die ihm ermöglichen würde, an Expeditionen teilzunehmen. 1872 wurde ihm aufgrund des Zuspruchs seiner Professoren eine Position in einer Expedition der Amazon Steam Navigation Company zum Amazonas angeboten. Er nahm an und reiste mit der Expedition nach Südamerika. Der Bericht der Expedition wurde 1878 von Charles Barrington Brown und William Lidstone unter dem Titel „Fifteen Thousand Miles on the Amazon“ veröffentlicht.

### Expedition nach Amazonien
In den siebzehn Monaten seines Aufenthalts legte Trail ca. 24'000 km zurück und untersuchte dabei Gebiete westwärts von Belém bis an die peruanische Grenze, die vor ihm noch niemand erforscht hatte. Trail führte ein detailliertes Tagebuch von der Expedition, das er portionsweise an seine Mutter in der Heimat schickte. Mit den Sendungen verschickte er auch präparierte Pflanzen und Insekten und als er 1875 in die Heimat zurückkehrte, hatte er sich eine solide Reputation erarbeitet, die ihm die Freundschaft des Kurators der Kew Gardens, Joseph Dalton Hooker sicherte. Seine vielgelobte Sammlung führte in Anerkennung seiner Leistungen dazu, dass 34 neue Taxa seinen Namen trugen. In Brasilien traf Trail auf den Botaniker João Barbosa Rodrigues (1842–1909), der ihn auf die Vielzahl an Palmen aufmerksam machte. Trail war so fasziniert von dem Thema, dass er zwanzig neue Arten beschrieb und später seine erste größere wissenschaftliche Veröffentlichung dem Thema widmete. Trails Anspruch auf einen Teil der Erstbeschreibungen wurde von Rodrigues angefochten. Trails Sammlung aus Amazonien umfasste ca. 1800 Pflanzen und 2100 Insekten. Damit stellt sie eine wesentliche, aber häufig übersehene Sammlung in der Erforschung der Region dar.
Trail kehrte zurück an die Universität und nahm seine Medizinstudien wieder auf. Im Dezember 1875 wurde er zum Fellow der Linnean Society of London gewählt. Trotz dieser vielversprechenden Anzeichen schloss er sein Medizinstudium 1876 mit höchsten Auszeichnungen als Medical Doctor ab. Noch im gleichen Jahr akzeptierte er eine Stelle als Botaniker in Britisch-Guayana.

### Professur in Aberdeen
Noch bevor er wie geplant das Schiff nach Guayana bestieg, musste Professor Dickie 1877 aufgrund schlechter Gesundheit den Regius Chair of Botany aufgeben. An seiner Stelle wurde Trail berufen, so dass er seine Pläne in Guayana aufgab. Die von Königin Victoria unterzeichnete Ernennungsurkunde ist auf den 31. März 1877 datiert. Vier Wochen früher wäre ein 25-Jähriger zum Professor in Aberdeen berufen worden. Trail hielt seine erste Vorlesung am 8. Mai 1877. In den folgenden Jahren würde er trotz seiner Neigung zu Verdauungsstörungen und lähmenden Kopfschmerzen nur zwei Vorlesungen verpassen, als er nämlich durch den Tod seines Vaters daran gehindert wurde. 1877/78 sprang er für Professor Nichols ein, da dieser zu krank war, um seine Vorlesungen in Naturgeschichte zu halten.
1877 wurde er zum Kurator der Universitätsbibliothek gewählt und wurde bis zu seinem Tod immer wieder im Amt bestätigt. Er setzte viele Verbesserungen durch, darunter auch die Beschäftigung von Frauen zur Organisation der Bibliothek. Als die Professoren Pirie und Nicholson ihre gemeinschaftliche Leitung des Science Committees aufgaben, wurde Trail zum Leiter gewählt. Auch hier wurde er immer wieder gewählt und als aus dem Science Committee die Wissenschaftsfakultät wurde, wurde er zu deren Dekan. Diese Rolle erfüllte er bis 1917. Er war an der Bildung für Frauen interessiert und begrüßte die Öffnung der Universität für weibliche Studenten ab 1892 sehr. Anders als andere Universitäten der damaligen Zeit tat Aberdeen dies ohne Beschränkung und setzte bei der Zulassung keine Schranken.
Am 1. Juni 1893 wurde Trail zum Fellow der Royal Society gewählt. 1897 wurde er zum University Court gewählt und diente dort bis 1905.

### Cruickshank Gardens
1901 wurden die Cruickshank Gardens gegründet. Für Trail war es eine wunderbare Gelegenheit, die Pflanzen, über die er lehrte, in einem Garten für die Studenten anzupflanzen. Gemeinsam mit dem damaligen Kurater von Kew Gardens, George Nicolson, erarbeitete er ein Layout. Um die Begeisterung der Studenten für die Naturkunde anzufachen führte er 1902 Preise ein, die er zu Ehren seiner Lehrer als Nicol Price (Zoologie) und Dickie Price (Botanik) bezeichnete.

## Forschung und Lehre
Trails wissenschaftliche Arbeit begann noch in seinen Studienzeiten, als er die Insekten- und Pflanzensammlung der Universität neu sortierte und durch seine eigene Sammlung lokaler Fauna und Flora ergänzte. Nach seiner Ernennung zum Regius Professor würde er ein Universitäts-Herbarium einrichten, das auf der Grundlage seiner persönlichen Sammlung aufbaut. Ergänzt wurde die Sammlung durch die von Trails persönlichem Freund George Nicolson, dem Kurator von Kew Gardens. Die beiden verantworteten auch den ersten Entwurf der Cruickshank Botanic Gardens für die Universität.
Trails erste wissenschaftliche Veröffentlichung handelte von den Palmengewächsen Brasiliens im Journal of Botany (1876/77). Dieser Arbeit folgten weitere über die schottische Flora in den Annals of Scottish Natural History. In seinen späten Jahren untersuchte er Veränderungen der lokalen Flora und Neophyten deren Verteilung er aufzeichnete. Er schuf damit eine Datenbasis über die damalige Verteilung von Blütenpflanzen und einigen Pilzen in Schottland. Sein Bericht über die Pflanzenverteilung in der City Parish of Aberdeen verfolgte detailliert die Veränderung hauptsächlich unter dem Einfluss des Menschen.
Seine Vorlesungen hielt Trail ab 8.00 Uhr – früh für die Professoren seiner Zeit – und er ergänzte sie durch samstägliche Exkursionen, auf denen er Studenten oder anderen Interessierten selbst Fragmente von Pflanzen zielsicher identifizieren konnte. Er unterstützte seine Studenten nicht nur in fachlicher Hinsicht, sondern spendete für verschiedene Zwecke, die Bibliothek, Stipendien und andere.